# Coprophanaeus pessoai
Coprophanaeus pessoai là một loài bọ cánh cứng trong họ Bọ hung (Scarabaeidae).